# Hovawart
Hovawart är en hundras från Tyskland med inriktning som brukshund. Namnet Hovawart är den medelhögtyska benämningen för "gårdvar". I hemlandet är hovawart en stabilt populär hundras.

## Historia
Gårdshundar kallade hovawart förekommer i lagboken Schwabenspiegel från 1200-talet. Om man skadade eller dödade en hovawart skulle man betala böter eller ersättning. Med förebild i medeltida avbildningar företogs med början 1922 inventering av lantrashundar, delvis liknande vad man idag kallar Altdeutsche Hütehunde, i Harz och Schwarzwald. Ett rekonstrueringsarbete vidtog där även schäfer (särskilt den långhåriga som inte tidigare var godkänd), newfoundlandshund och leonberger korsades in. År 1937 godkände den tyska kennelklubben rasen men andra världskriget var nära att på nytt utrota rasen, varför en ny restaurering genomfördes efter kriget. År 1946 anslöts hovawarten till brukshundsgruppen i Tyskland. År 1964 antogs den som en av sju tyska tjänstehundsraser.

## Egenskaper
Till kynnet är "hoffen", som den kan kallas i dagligt tal, en glad, pigg, alert, orädd och självständig hund. Den kräver en fast men mjuk hand och är ingen lämplig förstagångshund. Vaktinstinkten finns där som ett naturligt inslag. Det är svårt att passera en hovawart utan att den "talar om" att någon är på ingående.
Rasen kräver mycket aktivitet för att må bra. Den är också erkänt mångsidig och används inom de flesta bruksgrenarna, eller som räddnings- och försvarsmaktshund. När den får tillräckligt med stimulans kan den också lugnt ligga hemma och sova några timmar.
För att få högre utmärkelser på hundutställning måste en hovawart ha meriter från bruksprov, tjänstehundscertifikat eller vara godkänd draghund.

## Utseende
Hovawarten förekommer i tre färger, svart, blond samt svart med tecken. Standarden anger ingen vikt, men uppskattningsvis väger en hanhund mellan 30 och 50 kg och en tik 25–40 kg. Mankhöjd för hane 63–70 cm och tik, 58–65 cm.

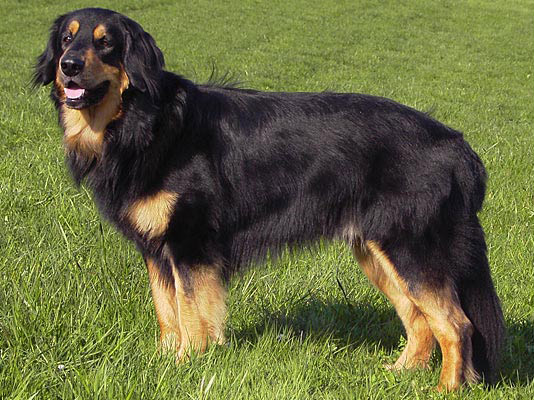
Svart med tecken
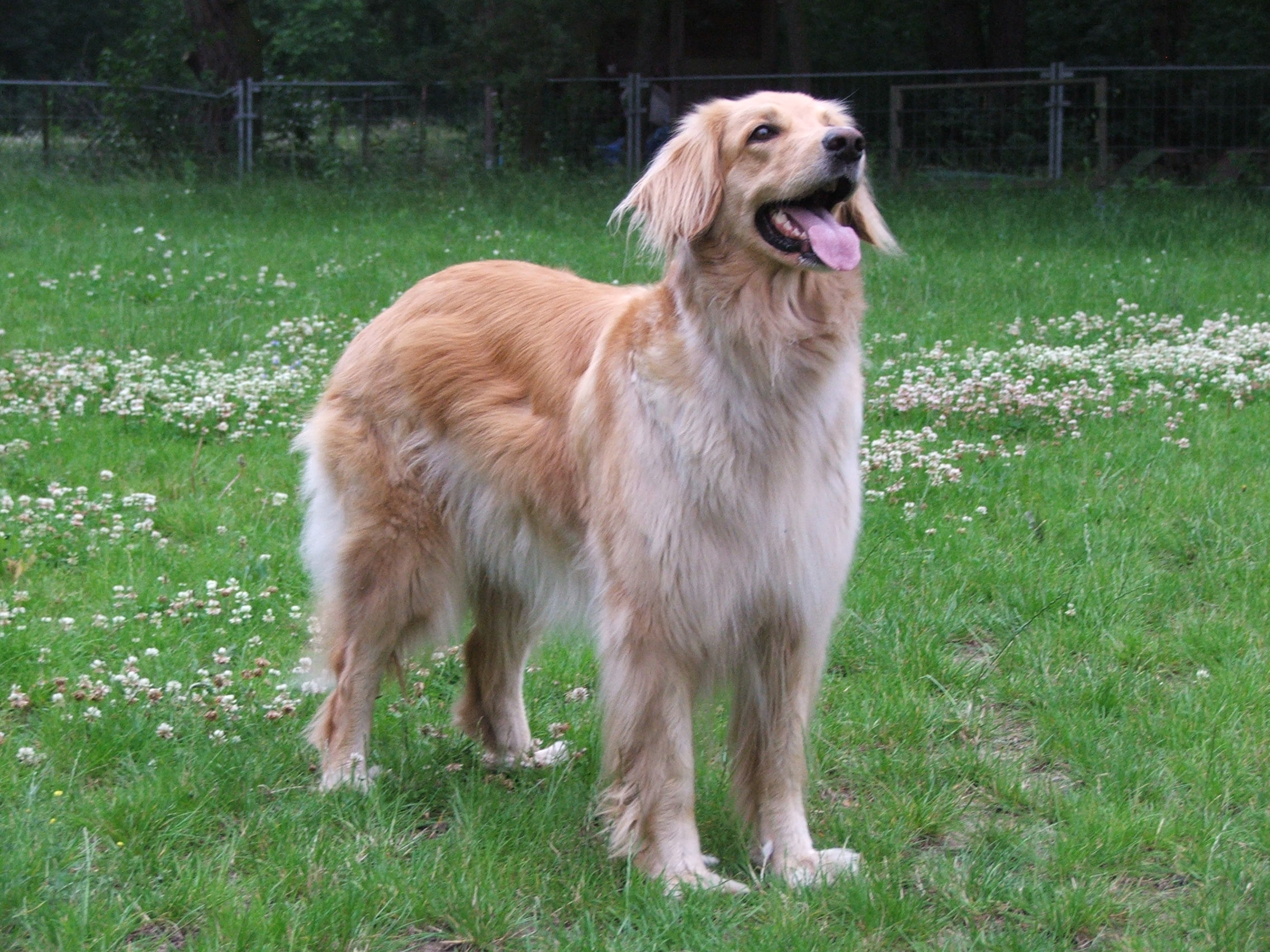
Blond Hovawart
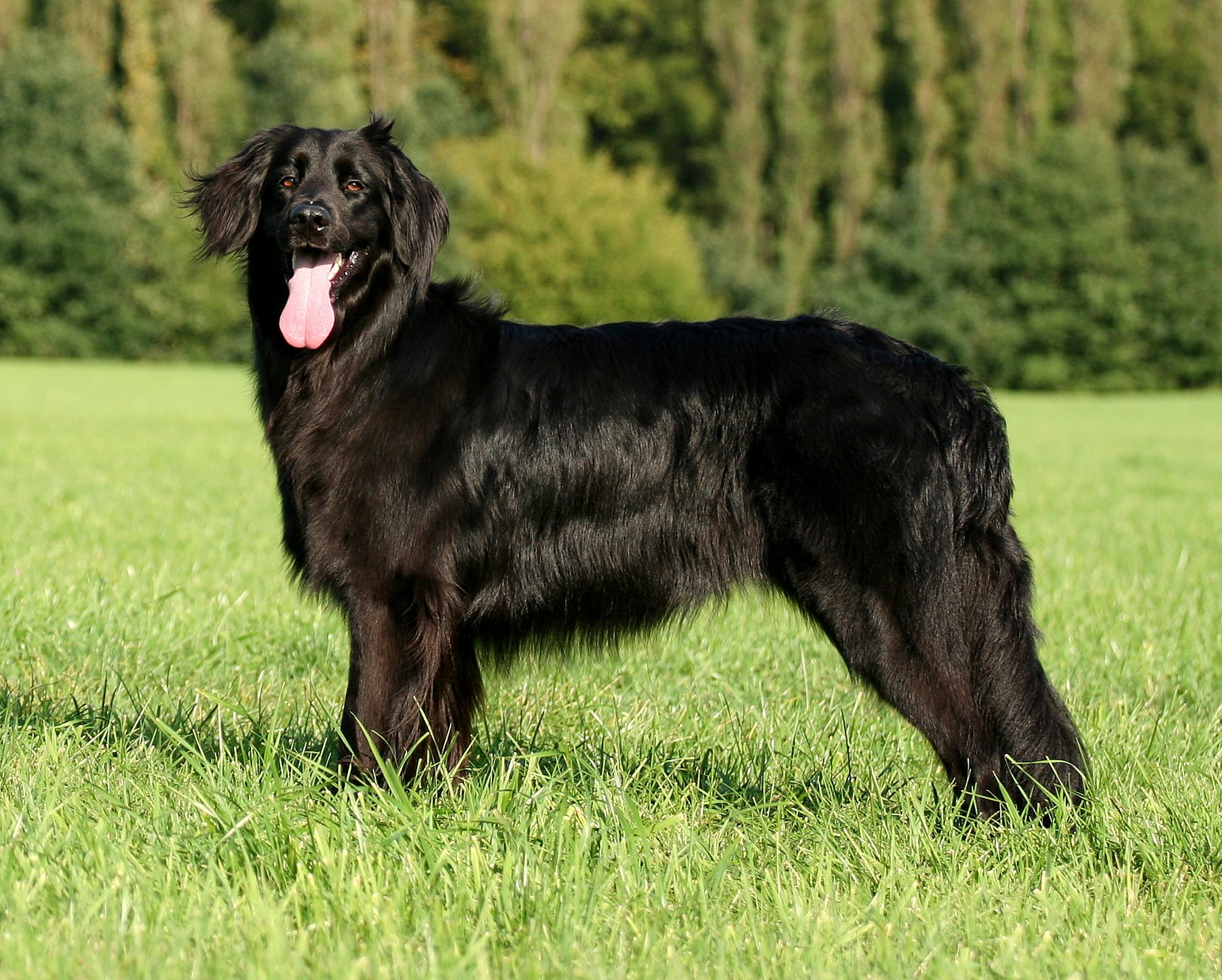
Svart Hovawart